# John Klensin

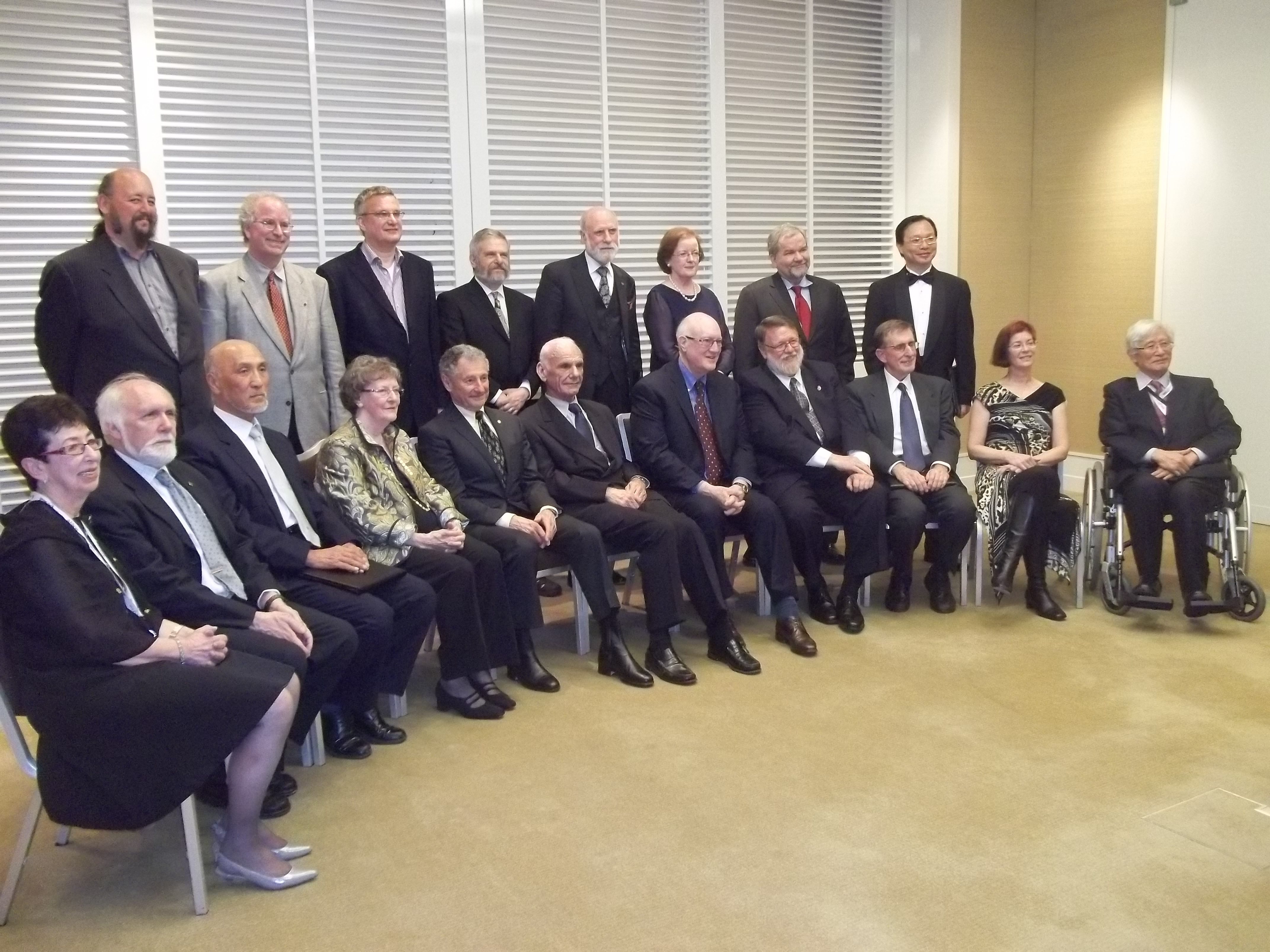
Induzidos no Internet Hall of Fame em 2012, incluindo John Klensin (sentado, segundo a partir da esquerda)

John C. Klensin é um cientista político e cientista da computação que atua em assuntos relativos à Internet.